# František Michálek Bartoš
František Michálek Bartoš (ur. 5 kwietnia 1889 w Rychnovie nad Kněžnou, zm. 12 maja 1972 w Pradze) – czeski historyk i filozof, specjalista w dziedzinie historii husytyzmu.

## Życiorys
Ukończył szkołę średnią w Mladej Boleslavi i Pradze. Od 1908 roku studiował historię i geografię na Uniwersytecie Karola, przez pewien czas studiował także na Uniwersytecie we Fryburgu. W 1912 uzyskał stopień doktora filozofii. W latach 1914–1917 roku pracował jako asystent w bibliotece Muzeum Narodowego w Pradze, od 1915 roku pracował także jako nauczyciel geografii i historii w jednej ze szkół średnich w Pradze. W 1918 roku wystąpił z Kościoła katolickiego i przystąpił do Ewangelickiego Kościoła Czeskobraterskiego.
W 1922 roku habilitował się na Husyckim Wydziale Teologicznym Uniwersytetu Karola. Wcześniej z powodu konfliktu z Josefem Pekařem odrzucono jego wniosek o habilitację na tamtejszym Wydziale Filozoficznym. W 1931 roku został profesorem Husyckiego Wydziału Teologicznego i pracował na nim do przejścia na emeryturę w 1960 roku.
Od 1930 roku był członkiem Królewskiego Czeskiego Towarzystwa Naukowego, w latach 1938–1952 był członkiem Czeskiej Akademii Nauk i Sztuk. Był także członkiem Royal Historical Society i Medieval Academy of America.

## Twórczość
Do jego najważniejszych dzieł należą m.in. monografie: Čechy v době Husově (1947), Husitská revoluce I. Doba Žižkova 1415 – 1426 (1965) i Husitská revoluce II. Vláda bratrstev a její pád 1426 – 1437 (1966). Analizował także twórczość literacką i życiorysy m.in. Jakubka ze Stříbra, Jana Rokycany, Jana z Příbrami, Piotra Payne, Jana Husa i Hieronima z Pragi. 
W 1969 roku wydał wspomnienia zatytułowane Vzpomínky husitského pracovníka.